# Gibbaranea ullrichi
Gibbaranea ullrichi är en spindelart som först beskrevs av Carl Wilhelm Hahn 1835.
Gibbaranea ullrichi ingår i släktet Gibbaranea och familjen hjulspindlar. Inga underarter finns listade i Catalogue of Life.